# Tvrđava Vranduk
Tvrđava Vranduk je utvrđenje u naselju Vranduk na području Grada Zenica (FBiH, BiH). Ime Vranduk je izvedeno od riječi branduk („braniti”).

## Lokacija
Nalazi se oko 10 km nizvodno od centra Zenice, na lijevoj strani doline rijeke Bosne koja ovdje ima izgled klanca.

## Istorija
Tvrđava Vranduk podignuta je krajem 14. vijeka u župi Brod, jednoj od sedam župa srednjovjekovne Bosne. Bila je banski, a zatim i kraljevski grad. Ime Vranduk prvi put se pominje 1410. godine. U okolini Vranduka razvio se sistem odbrambenih objekata i unutar tih zidina manje naselje sotto Vranduch (soto Vranduk). U njemu su bosanski kraljevi primali izaslanstva, potpisivali ugovore i izdavali povelje. Brat kralja Tomaša, Radivoj, u dokumentima se pominje kao „knez od Vranduka”. Veće trgovačko-obrtničko naselje izvan bedema je nastalo u selu Varošišću, oko 2,5 km udaljeno od utvrđenja u Vranduku.
Osmanlije su zauzele Vranduk 1463. godine. U svom pohodu na Bosnu 1697. godine, Eugen Savojski je, uočivši težinu osvajanja grada, zaobišao Vranduk. Početkom 18. vijeka utemeljena je Vrandučka kapetanija. U 18. i početkom 19. vijeka grad je služio kao zatvor za političke krivce. Austrijske trupe su 1878. godine zauzele grad i u njemu držale posadu do 1890. godine kada je napušten.
U februaru 2020. tvrđava Vranduk je počela da se urušava.

## Opis
Tvrđava Vranduk pripada tipu brdskog utvrđenja i sastoji se od citadele sa glavnim tornjem i ostacima zidina. Tvrđava je, i pored kasnijih prepravki, sačuvala izvorne oblike, koji podsjećaju na rana rješenja evropskih utvrđenja. U srednjem vijeku glavna kula je bila viša a prostor obora podijeljen zidom. Mala kula i istočni zid naknadno su dograđeni u svrhu zaštite ulaza u tvrđavu. U sklopu obora nalazilo se više objekata različite namjene, a pronađeni su i ostaci „Dizdareve kuće”.
Unutar zidova pronađeni su brojni arheološki nalazi iz srednjeg vijeka i osmanskog perioda: posude, nakit, novčići, alatke, mamuze i sl. Svi nalazi su pohranjeni u Muzeju grada Zenice.
Vrandučka stara džamija, poznata i kao Džamija sultana Fatiha, sagrađena je nakon što su 1463. godine Osmanlije osvojile Vranduk. Bila je to tvrđavska džamija sagrađena direktno uz utvrdu. Ovakve džamije obično nisu imale česmu, već bunar koji se nalazio u sklopu utvrde.
Danas postoji i tunel, sagrađen u Drugom svjetskom ratu koji se nalazi ispod Vranduka. Tvrđava je posljednjih godina restaurirana i pretvorena u muzej. Proglašena je za nacionalni spomenik Bosne i Hercegovine.

## Literatura
- Hamdija Kreševljaković, Stari bosanski gradovi, Naše starine 1, Sarajevo 1953, 19-20.
- Marko Vego, Naselja bosanske srednjevjekovne države, Sarajevo 1957, 133.
- Pavao Anđelić, Adem Handžić i Branka Raunig, u Srednjovjekovna Bosna i evropska kultura, Zenica 1973.
- Desanka Kovačević-Kojić, Градска насеља средњовјековне босанске државе, Sarajevo 1978, 81-83, 206, 287-290.

## Spoljašnje veze
- Članak Архивирано на веб-сајту  (28. фебруар 2020) na sajtu furaj.ba (jezik: bošnjački)
- Izlet na Vranduk, tekst na sajtu gdjezavikend.ba (jezik: bošnjački)
- Tvrđava Vranduk na sajtu zemuzej.ba (jezik: bošnjački)